# Antoinette Brown Blackwell
Antoinette Brown Blackwell (20 mai 1825 – 5 novembre 1921) est la première femme ordonnée pasteur aux États-Unis. C'était une oratrice éloquente soucieuse des problèmes de son temps, notamment des droits des femmes.

## Biographie

### Enfance
Antoinette naît à Henrietta, dans l'État de New York. Elle est la fille de Joseph Brown et Abby Morse. Dès trois ans, son intelligence est reconnue et avant l'âge de neuf ans, elle est acceptée comme un membre à part entière de l'Église congrégationaliste dont fait partie sa famille. Elle commence alors à prêcher durant les réunions du dimanche. En 1841, à l'âge de 16 ans, elle suit l'enseignement de la Monroe County Academy puis, le soir venu, elle donne ses propres cours .

### Formation
Pendant quatre ans, Antoinette enseigne après l'école et épargne suffisamment pour payer ses frais de scolarité à l'Oberlin College, en Ohio . Soutenue par ses parents, qui croient en l'éducation quels que soient le sexe ou la couleur de la personne, elle s'y inscrit en 1846. Elle suit le cursus de littérature « recommandé aux femmes » et reçoit son diplôme en 1847. Elle passe ses vacances à enseigner et à étudier l'hébreu et le grec. En 1847, elle harcèle le collège pour être admise dans le cours de théologie. L'administration est opposée à l'idée qu'une femme suive cet enseignement mais finit par capituler en posant des conditions : le collège accepte qu'Antoinette suive les cours mais elle ne recevra aucune reconnaissance formelle. Malgré cela, elle s'implique dans ses études et se montre une écrivain prolifique et une oratrice charismatique. Son exégèse sur les écrits de Paul de Tarse est publiée dans l’Oberlin Quarterly Review. On y décèle ce qui pourrait être les bases de la théologie féminine : « Paul voulait simplement mettre en garde contre les "excès, irrégularités et dégâts" du culte public ». Elle affirme que la Bible et ses commandements concernant les femmes sont spécifiques à une certaine période et ne peuvent être appliqués tels quels au XIXe siècle. Même si à l'époque les femmes ne sont pas censées parler en public, Antoinette est sollicitée pour parler contre l'esclavage et pour les droits des femmes en Ohio et à New York.

### Ordination et premier ministère
Sans une licence pour prêcher après ses études, Antoinette décide différer ses ambitions religieuses et d'écrire pour le journal abolitionniste de Frederick Douglass : The North Star. En 1850, durant la première Convention nationale pour les droits des femmes, elle fait un discours bien accueilli par le public sur l'abolition de l'esclavage, la tempérance et les droits des femmes.
En 1851, elle reçoit enfin une licence de prêche de l'Église congrégationaliste, qui lui offre une place de pasteur l'année suivante à Butler, dans l’État de New York. Elle est ordonnée par Luther Lee, un pasteur méthodiste défenseur des droits des femmes à l'éducation théologique et au leadership. Un mois après, elle se rend à New York en tant que déléguée à la Convention mondiale pour la tempérance mais les organisateurs lui refusent la parole. Elle ne parvient pas à vivre de son ministère et doute de plus en plus des préceptes de l'Église congrégationaliste. En 1857, elle rend son tablier et retourne travailler en tant qu'oratrice et réformatrice avec son nouveau mari, Samuel C. Blackwell. Le Boston Investigator écrit dans ses colonnes : "Le révérend ANTOINETTE BROWN, plus récemment Rev. Mme Blackwell, semble avoir échoué dans sa première charge pastorale".

### Droits des femmes
Antoinette se concentre sur la défense des droits des femmes. Alors que de nombreuses militantes féministes s'opposent à la religion l'accusant d'être un outil d'oppression contre les femmes, Antoinette croit fermement que la participation active des femmes à la religion peut les aider à améliorer leur statut dans la société. Elle est plus préoccupée par l'amélioration du statut de ses paires que par le suffrage. Elle pense que les différences entre les hommes et les femmes empêchent les premiers de convenablement représenter les secondes en politique. Ainsi le droit de vote n'aura pas d'impact positif sur les femmes, à moins qu'on leur offre également la possibilité de se présenter.
Elle part pour New York pour s'y adonner à des œuvres caritatives dans les bidonvilles et récolter des fonds pour les habitants. En route, elle s'arrête à Worcester pour assister à la première Convention nationale pour les droits des femmes. Cette convention aura un impact tel sur elle qu'elle décide de devenir oratrice indépendante. Elle voyage à travers la Nouvelle-Angleterre et donne des conférences sur les droits des femmes, l'abolition de l'esclavage et la tempérance.
Antoinette poursuit sa carrière jusqu'à ce que des responsabilités domestiques et des désaccords avec de nombreux aspects des mouvements pour les droits des femmes l'entraînent à arrêter ses conférences. L'écriture devient sa nouvelle arme dans son combat pour les femmes : elle encourage les femmes à postuler pour des postes masculins et demande aux hommes de partager les tâches domestiques, même si elle continue à penser que le rôle principal d'une femme est de prendre soin de sa maison et de sa famille. Elle écrit plusieurs livres de théologie et de philosophie. Elle combine également science et philosophie, comme dans The Sexes Throughout Nature (Les sexes à travers la nature) en 1875, ouvrage dans lequel elle argumente que l'évolution a créé deux sexes, différents mais égaux. Elle y répond à Charles Darwin et Herbert Spencer, qu'elle considère comme les hommes les plus influents de son temps . Elle écrit également un roman en 1871,  The Island Neighbors et un recueil de poème en 1902, Sea Drift.
En 1860, lors de la dernière Convention nationale pour les droits des femmes avant la guerre de Sécession, Antoinette participe au débat sur le divorce avec ses contemporaines, Susan B. Anthony and Elizabeth Cady Stanton. Elle est opposée au divorce facilité car, pour elle, « les partenaires mariés ne peuvent annuler leurs obligations l'un envers l'autre… Tout divorce est naturellement et moralement impossible ». Elle soutient le 14e amendement de la Constitution alors qu'il n'inclut pas le droit de vote pour les femmes. En 1869, durant la controverse liée à cet amendement, elle fait sécession avec les principales militantes des droits des femmes et créée, avec Lucy Stone, l’Association Américaine pour le Suffrage des Femmes en contrepoids à l’Association nationale pour le suffrage des femmes de Susan B. Anthony.

### Dernières années
Le Collège Oberlin décerne à Antoinette une maîtrise et un doctorat honoraires en 1878 et 1908. En 1878, elle rejoint l'Église unitarienne et devient pasteur. En 1893, elle s'exprime au Parlement des Religions pendant l'Exposition colombienne de Chicago : « Les femmes doivent monter en chaire pour les mêmes raisons qu'on a besoin d'elles dans le monde - parce qu'elles sont des femmes. Les femmes sont devenues […] indispensables à l'évolution religieuse de la race humaine ». En 1902, elle participe à la création de la Société unitarienne d'Elizabeth dans le New Jersey et en devient pasteur. En 1920, à l'âge de 95 ans, elle exerce pour la première fois le droit de vote pour lequel elle a lutté.
Antoinette Brown Blackwell meurt à 95 ans, à Elizabeth.

## Œuvres
- Studies in General Science. New York: G.P. Putnam and Son, 1869.
- The Sexes Throughout Nature. New York: G.P. Putnam and Son, 1875.
- The Physical Basis of Immortality. New York: G.P. Putnam and Son, 1876.
- The Philosophy of Individuality. New York: G.P. Putnam and Son.
- The Making of the Universe. Boston, Massachusetts: The Gorham press, 1914.
- The Social Side of Mind and Action. New York: The Neale Publishing COmpany, 1915.
- The Island Neighbors. New York: Harper & Brothers, 1871. (Roman)
- Sea Drift. New York: J.T. White & Co., 1902. (Poèmes)